# As I Lay Dying
Az As I Lay Dying egy amerikai metalcore-zenekar, amelyet 2000-ben alapítottak, San Diegóban, Kaliforniában, bár az első, teljes felállás csak 2001-re alakult ki. Ezidáig hat stúdióalbumuk jelent meg.
Már a Shadows Are Security is debütált a Billboard 200-on, a 35. helyen.[forrás?] Az igazi áttörést azonban a 2007-es An Ocean Between Us című lemez hozta meg. Ez az album a nyolcadik helyig jutott a Billboard 200-on. Több nagy fesztiválon is fellépett már az együttes. 2008-ban a Nothing Left számot Grammy-díjra jelölték, ám végül nem nyert.
A zenekar 2014 óta nem aktív, mivel az alapító énekes Tim Lambesis  hatéves börtönbüntetését tölti, az együttes többi tagja pedig Wovenwar néven alapított új zenekart.

## Történetük

### Alapítás, debütáló album (2000–2003)
Miután Tim Lambesis 2000-ben kilépett a Society's Fallból, megalapította az As I Lay Dyingot. Először Jordan Mancino dobossal voltak ketten a tagok, majd 2001-re összejött egy teljes felállás, ám mára csak Jordan és Tim maradtak az alapító tagok közül.

### Awakened (2012-napjainkig)
2012 januárjában bejelentették, hogy újra stúdióba mennek, Bill Stevenson producerrel (Rise Against, NOFX, Anti-Flag), hogy felvegyék a hatodik lemezüket, amely az Awakened címet viseli.
2012 január 25-én bejelentették, hogy ők is fellépnek a 2012-es Mayhem Fesztiválon, olyan zenekarok társaságában, mint a Slipknot, a Slayer, a Motörhead, az Anthrax, a The Devil Wears Prada, az Asking Alexandria, a Whitechapel, az Upon A Burning Body, az I the Breather, a Betraying the Martyrs és a Dirtfedd.
Június 22-én fény derült arra, hogy az album a Metal Blade Records kiadó gondozásában fog napvilágot látni, szeptember 25-én. Az első kislemez, a Cauterize június 25-én jelent meg, és egy napon keresztül ingyenesen le lehetett tölteni az As I Lay Dying hivatalos oldaláról.

## Kereszténység
A zenekar minden tagja vallásos keresztény, ám az As I Lay Dying-ra mégse szokták mondani, hogy keresztény metalzenekar lenne, és ez a zenéjükön se nagyon hallatszik.

## Turnék
Az együttes 2005 és 2012 között minden évben turnézott, olyan együttesekkel, mint a Rob Zombie, az All That Remains, a Job For A Cowboy, a Children of Bodom, a Trivium, a Killswitch Engage, a Disturbed és a Motörhead.

## Tagok

### Jelenlegi tagok
- Tim Lambesis – ének (2000–2014, 2017–)
- Jordan Mancino – dobok (2000–2014, 2018–)
- Josh Gilbert – basszusgitár (2007–2014, 2018–)
- Phil Sgrosso – ritmusgitár (2003–2014, 2018–)
- Nick Hipa – szólógitár (2004–2014, 2018–)

### Korábbi tagok
- Noah Chase – basszusgitár (2001)
- Evan White – szólógitár (2001–2003)
- Tommy Garcia – ritmusgitár (2002–2003)
- Jasun Krebs – ritmusgitár (2003)
- Aaron Kennedy – basszusgitár (2003)
- Clint Norris – basszusgitár (2003–2006)

## Diszkográfia
| Megjelenés           | Cím                           | Kiadó         | Billboard 200 helyezés | UK helyezés |
| -------------------- | ----------------------------- | ------------- | ---------------------- | ----------- |
| 2001. június 12.     | Beneath the Encasing of Ashes | Pluto         | —                      | —           |
| 2003. július 1.      | Frail Words Collapse          | Metal Blade   | —                      | —           |
| 2005. június 14.     | Shadows Are Security          | Metal Blade   | 35                     | —           |
| 2007. augusztus 21.  | An Ocean Between Us           | Metal Blade   | 8                      | —           |
| 2010. május 11.      | The Powerless Rise            | Metal Blade   | 10                     | 172         |
| 2012. szeptember 25. | Awakened                      | Metal Blade   |                        |             |
| 2019. szeptember 20. | Shaped by Fire                | Nuclear Blast |                        |             |

## Fordítás
Ez a szócikk részben vagy egészben  az   As I Lay Dying (band) című angol Wikipédia-szócikk fordításán alapul.  Az eredeti cikk szerkesztőit annak laptörténete sorolja fel. Ez a jelzés csupán a megfogalmazás eredetét és a szerzői jogokat jelzi, nem szolgál a cikkben szereplő információk forrásmegjelöléseként.